# Asperula hexaphylla
Espèce
Classification phylogénétique
Asperula hexaphylla, l’aspérule à feuilles par six ou aspérule à six feuilles est une espèce de plante herbacée vivace de la famille des Rubiaceae.

## Description
L'Aspérule à feuilles par six est une plante dressée, avec des verticilles de feuilles groupées par six, et une inflorescence de petites fleurs légèrement rosées. Elle mesure entre 8 et 20 cm.

## Cycle
- Plante pluriannuelle.
- Floraison de juin à juillet.

## Habitat
C'est une plante des rochers des régions montagneuses. On la rencontre dans le Sud de la France uniquement dans les Alpes-Maritimes mais également en Italie du Nord, en Hongrie, en Roumanie (Transylvanie), en Moldavie, et en Bosnie.